# M1-hjelm
M1-hjelmen (i Danmark m/48) er en kamphjelm, som benyttedes af det amerikanske militær fra 2. verdenskrig og frem til 1985, hvor en afløser blev fundet i forbindelse med PASGT-systemet. I mere end 40 år var M1-hjelmen standardudstyr for de amerikanske hær- og flådestyrker, og den blev et ikon for det amerikanske militær, med et design som inspirerede andre militære styrker rundt om i verden.
M1-hjelmen indførtes i 1941 for at afløse brodiehjelmen. Mere end 22 millioner M1-hjelme i stål fremstilledes til og med september 1945, og en produktion af endnu én million hjelme fandt sted i årene 1966–67 i forbindelse med Vietnamkrigen.

## Dansk M/48
I det danske militær blev hjelmen indført som stålhjelm m/48.